# Patrick Drazen
Patrick Drazen (Chicago, ...) è un docente e saggista statunitense.
Si occupa principalmente dello studio e della ricerca nel campo degli anime e manga giapponesi.

## Carriera
Nel 2003 Drazen scrisse la raccolta di saggi Anime Explosion! The What? Why? & Wow! Of Japanese Animation, che, sebbene accolto in maniera contrastante ma complessivamente positiva dalla critica, divenne ben presto un manuale importante per lo studio e l'approccio al mondo degli anime e degli manga negli Stati Uniti d'America, venendo scelto come libro di testo in numerosi corsi umanistici di altrettante università..
Dall'anno successivo iniziò ad occuparsi dell'organizzazione di alcuni festival universitari dedicati alla cultura dell'animazione nipponica: dopo una prima esperienza allo Yaoi-con del 2002, presentò lo Schoolgirls and Mobilesuits del Minneapolis College of Art and Design, lo Cherry Blossom Festival Anime Marathon della Freer Gallery of Art dello Smithsonian Institution di Washington nel 2006, e diverse edizioni dell'Anime Central a Chicago dal 2007.
Scrisse articoli sugli anime per le riviste Animation Magazine e SFX, mentre altri sui manga per Time Out New York ed infine editoriali per il Mechademia Journal. Nel 2006, durante il Chicago International Film Festival, tenne una conferenza assieme al creatore di Gundam Yoshiyuki Tomino.